# Il Natale degli angeli
Il Natale degli angeli è un singolo del gruppo musicale italiano Ricchi e Poveri, pubblicato il 29 novembre 2024.

## Video musicale
Il video, diretto da Riccardo Mazzoli, è stato pubblicato in concomitanza del lancio del singolo sul canale YouTube del gruppo.

## Tracce
1. Il Natale degli angeli – 3:09